# Valle-di-Mezzana
Valle-di-Mezzana är en kommun i departementet Corse-du-Sud på ön Korsika i Frankrike. Kommunen ligger  i kantonen Celavo-Mezzana som tillhör arrondissementet Ajaccio. År 2022 hade Valle-di-Mezzana 538 invånare.

## Befolkningsutveckling
Antalet invånare i kommunen Valle-di-Mezzana
Referens:INSEE